# عبد المالك صياد
عبد المالك صياد (من مواليد 24 نوفمبر 1933 في بني جليل، الجزائر - توفي في 13 مارس 1998 في باريس، فرنسا)، كان عالم اجتماع، في البداية مساعد بيير بورديو، ثم مدير أبحاث في المركز الوطني الفرنسي للبحث العلمي الفرنسية ومدرسة الدراسات المتقدمة في العلوم الاجتماعية. كان خبيرًا في الجالية الشمال أفريقية في فرنسا، وكان محوريًا في إدخال دراسة قضايا الهجرة في العلوم الاجتماعية الفرنسية.

## الحياة والوظيفة
ولد عبد المالك الصياد عام 1933 بأغبالة، في بلدة بني جليل في القبائل، وهي منطقة بربرية في شمال الجزائر. الطفل الثالث والوحيد لأسرة مكونة من خمسة أطفال، بدأ في المدرسة الابتدائية في قريته في السابعة. ثم ذهب للدراسة في ثانوية بجاية، قبل أن يتدرب ليصبح مدرسًا في مدرسة ابتدائية في الجزائر. ثم تم تعيينه مدرسا في مدرسة في قصبة الجزائر. تابع دراسته في جامعة الجزائر بالتوازي حيث التقى بيير بورديو.
انتقل صياد إلى فرنسا عام 1963، بعد استقلال الجزائر عام 1962. بدأ العمل بعقود قصيرة الأجل في مركز علم الاجتماع الأوروبي في مدرسة الدراسات المتقدمة في العلوم الاجتماعية. في عام 1977، تم تعيينه في المركز الوطني الفرنسي للبحث العلمي (CNRS)، كمدير أبحاث في علم الاجتماع.
توفي صياد في 13 مارس 1998.
كان متزوجًا من ريبيكا صياد، التي تبرعت بأرشيفه لـ المدينة الوطنية لتاريخ الهجرة (باريس) في عام 2006. سميت مكتبة هذا المتحف باسمه.
نظمت جمعية أصدقاء عبد المالك صياد أحداثًا حول فكره، إيف جاميت، كريستيان دي مونتليبير، بمساعدة جيرار باريس كلافيل وتيري سارفيس معرض في باريس، ستراسبورغ، مرسيليا، سان شاموند، مونبلييه، نويلي سور مارن، بلان ميسنيل، نانتير، أنجيه، أرجيليس-سور-مير... وآخرون قسنطينة، وهران. المؤتمرات وورش العمل.

## علم الاجتماع
جدد صياد منهج علم الاجتماع الفرنسي حول الهجرة الذي كان ينظر إليه من منظور مزدوج. من أجل دراسة الهجرة، قال إنها كانت «كليًا حقيقة اجتماعية»، مستخدمًا تعبير مارسيل موس للتأكيد على أن المهاجر كان أيضًا مهاجرًا. وضع المهاجر المهاجر في قلب التحليل، وجادل ضد التحليلات التي اقتصرت على مقارنة «التكاليف» الاقتصادية و «الفوائد» للهجرة.
قاده ذلك إلى إيلاء اهتمام خاص للتاريخ، من خلال النظر في تأثير الاستعمار في الجزائر وحرب الاستقلال، كما يتضح من عمله مع بيير بورديو "اقتلاع. أزمة الزراعة التقليدية في الجزائر (الاقتلاع: أزمة الزراعة التقليدية في الجزائر).
في فرنسا، فحص صياد الوضع الصعب للمهاجرين الذين يصلون إلى بلد جديد، منسيين في كل من أصلهم والبلدان المضيفة لهم، وأجبروا على الصمت. نُشرت أهم المقالات التي كتبها حول هذا الموضوع بعد وفاته في كتاب بعنوان `` الغياب المزدوج (الغياب المزدوج)، بمقدمة بقلم بيير بورديو. هاجر معاناة المهاجر، العلوم الاجتماعية ترجم الكتاب ديفيد ماسي على أنه «معاناة المهاجر». يوضح الكتاب كيف أن عملية الهجرة هي تجربة شخصية وروحية للمعاناة، والتي تؤثر على الجوانب الجماعية للهجرة.

## قائمة المؤلفات
- «معاناة المهاجر»، كامبريدج، مطبعة بوليتي، 2004. ترجمه ديفيد ماسي.
- "الغياب المزدوج. من أوهام المهاجر إلى معاناة المهاجرين.  باريس، العتبة، 1999، 438 ص. ؛ كول. يبر.
- مع بيير بورديو، الاقتلاع: أزمة الزراعة التقليدية في الجزائر، باريس، طبعات منتصف الليل، 1964
- «الهجرة، أو مفارقات الآخر»، جامعة دي بوك، 1992، 331 ص.
- «نانتير جزائرية، أرض العشوائيات» (مع إليان دوبوي)، آخر، 1998، 125ص.
- مع آلان جيليت، الهجرة الجزائرية في فرنسا، باريس، طبعات الوفاق، 1976، 127 صفحة (تحت الاسم المستعار مالك المسعود)، طبعة، 1998، 279 صفحة (بدون اسم مستعار)
- «تاريخ وبحث الهوية» يليه «مقابلة مع حسن عرفاوي»، بوشين، 2002، 113ص.
- لا غياب مزدوج. لوح أوهام المهاجر بآلام المهاجر، طراد: بوركا ور.كيرشماير، محرران. كورتينا رافايللو، 2002.
- الجزائر: قومية بدون أمة، محرر. ميسوجيا، 2003.
- الهجرة أو مفارقات الآخر. 1. وهم المؤقت، باريس، أسباب طبعات أمريكا، 2006، 218 صفحة.
- الهجرة أو مفارقات الآخر. 2. الأطفال غير الشرعيين، باريس، أسباب طبعات أمريكا، 2006، 208 صفحة.
- الهجرة أو مفارقات الآخر. 3. تصنيع الهويات الثقافية، باريس، أسباب طبعات أمريكا، 2014، 205 صفحة. مقدمة بقلم أمين بيريز
- "الهجرة من أنا مفارقات الاختلاف. وهم المؤقت، طراد، أد. أومبر كورتي، 2008.
- «المدرسة وأطفال الهجرة، مقالات نقدية»، باريس، سويل، لون الأفكار، 2014، 239 صفحة، تم إعداد الطبعة وتقديمها وتعليقها من قبل بنوا فاليز وسميان لعشر.